# Rejex
Albums de Joey Badass
1999
(2012) Summer Knights
(2013)
Rejex est la deuxième mixtape de Joey Badass, sortie le 6 septembre 2012.

## Liste des titres
| No  | Titre                  | Contient un (des) sample(s) de           | Durée |
| --- | ---------------------- | ---------------------------------------- | ----- |
| 1.  | Intro                  |                                          | 1:15  |
| 2.  | Flow-ers               | Flowers de Dudley Perkins                | 2:23  |
| 3.  | Catharsis              | Answers de Lootpack featuring Quasimoto  | 1:57  |
| 4.  | Indubitable            | Check the Method de Lord Finesse         | 2:39  |
| 5.  | oG killuminati         |                                          | 1:27  |
| 6.  | PantiE Raid            | You Sure Love to Ball de Sylvia Robinson | 2:00  |
| 7.  | That Gushy             |                                          | 2:50  |
| 8.  | Fantom                 |                                          | 1:37  |
| 9.  | Silent Night           |                                          | 4:42  |
| 10. | Oh, Deer (Beddar Daze) | Safed Musli de Metal Fingers             | 2:32  |
| 11. | DSL (Da Special List)  |                                          | 3:19  |
| 12. | upDate                 |                                          | 5:04  |
| 13. | Little Rachel          |                                          | 1:53  |
| 14. | This Feelin'           |                                          | 3:15  |